# John Payne (actor)
John Payne (Roanoke, Virginia, 28 de mayo de 1912-Malibú, California, 6 de diciembre de 1989) fue un actor de cine y cantante estadounidense, especialmente recordado por ser pareja cinematográfica de Maureen O'Hara —tras John Wayne— en muchas películas, entre las que destaca Milagro en la calle 34 también llamada De ilusión también se vive.

## Carrera cinematográfica

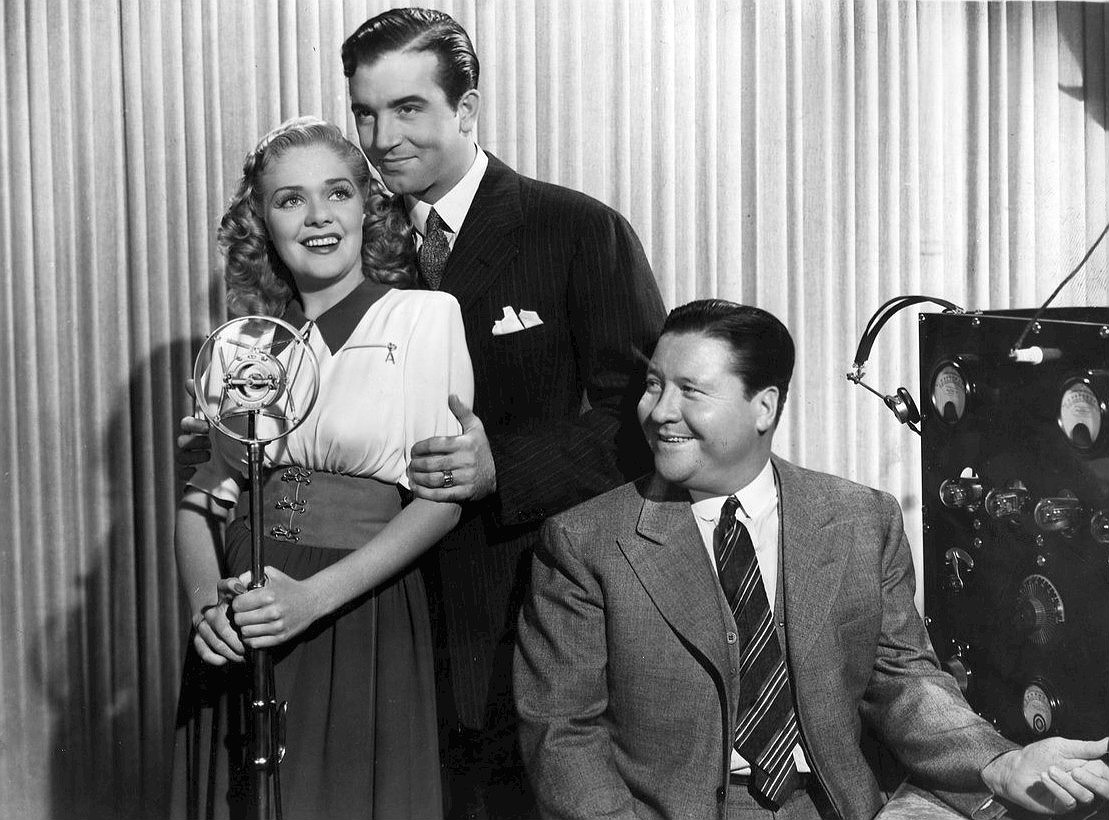
John Payne (centro) junto a Alice Faye y Jack Oakie.

Comenzó realizando giras como cantante, hasta que fue descubierto por el productor Samuel Goldwyn. Tras algunas películas con roles menores no tarda en ser protagonista masculino de películas musicales y comedias románticas. De esta época destacan sus actuaciones en Start Dust de Walter Lang, junto a Linda Darnell, en Kid Nightingale de George Amy junto a Jane Wyman, Remember the Day de Henry King con Claudette Colbert o Footlight Serenade de Gregory Ratoff con Betty Grable, con quien repetiría en Springtime in the Rockies de Irving Cummings y en Tin Pan Alley de Walter Lang y donde también estaba Alice Faye. Precisamente con Alice Faye repetiría en Hello Frisco, Hello de Bruce H. Humberstone, para, poco después, volver a trabajar con Betty Grable en The Dolly Sisters de Irving Cummings. Con Sonja Henie trabaja en dos cintas, Sun Valley Serenade e Iceland, ambas de H. Bruce Humberstone. 
En 1942, rueda To the Shores of Tripoli de H. Bruce Humberstone se encuentra por primera vez en pantalla con Maureen O'Hara donde tiene además a Randolph Scott como rival. En 1946, la película Viaje sentimental de su viejo conocido Walter Lang, vuelve a emparejarlo con la O'Hara. De ahí pasa a un proyecto mayor como es la adaptación de la novela de Somerset Maugham, El filo de la navaja dirigida por Edmund Goulding y donde Payne tenía un papel secundario tras Tyrone Power y Gene Tierney. Al año siguiente y en la infantil cinta Milagro en la calle 34, que en España se llamó De ilusión también se vive, cinta dirigida por George Seaton, se empareja por tercera vez con Maureen O'Hara: es el mayor éxito de su carrera hasta el momento y la película, convertida en un clásico navideño, será su papel más recordado.
Trabaja en películas de mayor o menor mérito, compartiendo cartel con importantes actores y actrices como Susan Hayward, George Montgomery, Gail Russell, Sterling Hayden entre otros. Cambia de pelirroja y se empareja con Rhonda Fleming con quien va a protagonizar un par de Westerns El halcón y el águila de Lewis R. Foster y El jugador de Allan Dwan donde también trabajaba Ronald Reagan.
Vuelve a trabajar con Maureen O'Hara en la cinta Trípoli de Will Price, que sería la primera de una serie de películas de aventuras en el mar. En los años siguientes rueda dos cintas de piratas The Blazing Forest de Edward Ludwig y El pirata de los siete mares de Sidney Salkow, en esta última película tenía a Donna Reed como compañera de reparto.
Trabaja de nuevo con Rhonda Fleming y a las órdenes de Allan Dwan en Slightly Scarlet, y repite con el director en la cinta bélica Hold Back the Night.
En 1956, uno de sus wésterns más recordados, Rebeldes en la ciudad de Alfred L. Werker y con Ruth Roman como compañera de reparto. A finales de la década de los cincuenta empieza a aparecer en distintas series para la televisión. 
En marzo de 1961, Payne sufrió lesiones graves que pusieron en peligro su vida cuando lo atropelló un automóvil en la ciudad de Nueva York. Su recuperación tardó dos años. En sus papeles posteriores, las cicatrices faciales del accidente se pueden detectar en primeros planos; decidió que no se los quitaran. Una de las primeras apariciones públicas de Payne durante este período fue como panelista invitado en el popular programa de juegos de la noche del domingo de CBS (Columbia Broadcasting System) What's My Line? En el episodio del 3 de diciembre de 1961, la panelista habitual Dorothy Kilgallen presentó a Payne diciendo: "Ha estado en el hospital después de un accidente muy grave. Así que es bueno verlo encajar como un violín y todo en una sola pieza". El panelista habitual Bennett Cerf comentó: "Es bueno verte aquí, John. Me alegra ver que le ganaste al auto en Madison Avenue que chocó contigo".
Durante la década de los sesenta solo aparece en una cinta para el cine Corrieron por sus vidas, que además supondría su última aparición en la pantalla grande. Durante la década de los setenta aparecerá en series como Colombo (La Dama Olvidada) y Gunsmoke, entre otras, para retirarse en 1975. Posteriormente se  dedica a inversiones inmobiliarias en el sur de California, haciéndose rico con dichos negocios.
Payne era republicano y en octubre de 1960 fue uno de muchos notables conservadores que condujeron en la caravana a favor del voto de Nixon-Lodge en Los Ángeles.

## Muerte
John Payne falleció en Malibú, California, de una insuficiencia cardíaca el 6 de diciembre de 1989 a los 77 años. Su cuerpo fue incinerado y sus cenizas dispersadas en el Océano Pacífico.
Tiene dos estrellas en el Paseo de la fama de Hollywood, por su trabajo en cine y televisión.

## Enlaces
- John Payne en Internet Movie Database (en inglés).

- Datos: Q723415
- Multimedia: John Payne (actor) / Q723415